# شاهيناز النجار
شاهيناز عبد العزيز عبد الوهاب النجار أو شاهيناز النجار (مواليد 9 أكتوبر 1969) كانت أصغر نائبة في مجلس الشعب المصري. فازت في انتخابات مجلس الشعب عام 2005 عن دائرة المنيل كمستقلة. وهي أمين صندوق لجنة الثقافة والاعلام والسياحة بمجلس الشعب. وهي طبيبة ورثت عن والدها ثروة طائلة تشمل فندقاً وشركات سياحة.
وتدير مجموعة بواخر وفندق النبيلة بحي المهندسين بالقاهرة.
قررت بشكل مستقل خوض الانتخابات البرلمانية عن دائرة المنيل إحدى الدوائر الساخنة بالقاهرة. وبرغم حداثة سنها التي لم تتجاوز 36 سنة (وقتها)، وخبرتها المحدودة بالعمل السياسي، إلا أنها لم تخش منافسة 26 مرشحاً لها في الدائرة، بينهم 14 مرشحاً على مقعد الفئات الذي رشحت نفسها عليه.

## التعليم
حصلت النجار على ليسانس آداب في علم النفس من الجامعة الأميركية بالقاهرة، ثم سافرت إلى أميركا لدراسة الطب، وأكملت دراستها بجامعة القاهرة التي تخرجت فيها قبل بضع أعوام

## زواجها
وتزوجت عدة مرات ولديها طفلين ولد وبنت

## الزواج من أحمد
في عام 2007 تزوجت من المهندس أحمد عز  أمين التنظيم وعضو لجنة السياسات في الحزب الوطني الديمقراطي الحاكم سابقا في مصر ، ورزقا بأبنهما «علي» 
وقد أثار زواجهما جدلا واسعا بين نواب الحزب الحاكم. ويعتبر هذا الزواج أول زواج بين نائب ونائبة من البرلمان في تاريخ الحياة النيابية المصرية ، واستقالت بعد ذلك من عضويه مجلس الشعب.

## وصلات خارجية
- سيدة أعمال مصرية تنافس 26 مرشحا في دائرة المنيل بالقاهرة[وصلة مكسورة]